# Sennar
Sennar o Sannār (en árabe: سنار) es una ciudad sudanesa situada a orillas del río Nilo Azul. Es la capital del estado homónimo. Fue entre los años 1504 y 1821 la capital del sultanato de Sennar.

## Ubicación
La ciudad moderna se encuentra a 17 km de las ruinas de la antigua capital. Se encuentra cerca del embalse de Sennar, el cual se creó en 1925 para el riego de cultivos, impulsando la actividad agrícola en la zona.

## Demografía
| Evolución de la población de Sennar |
|                                     |

- Datos: Q611867
- Multimedia: Sennar (town) / Q611867